# Cutie Q
Cutie Q è un videogioco arcade del 1979 sviluppato da Namco. Secondo sequel di Gee Bee, è anch'esso un ibrido tra un clone di Breakout e un flipper.
Il videogioco è incluso nelle raccolte Namco Museum Vol. 2 per PlayStation e Namco Museum Remix per Wii.